# Kreis Bublitz

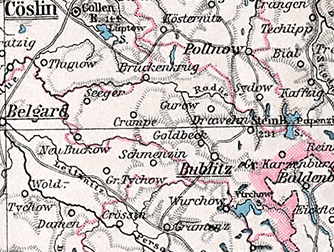
Der Kreis Bublitz 1905

Der Kreis Bublitz war von 1872 bis 1932 ein Landkreis im Regierungsbezirk Köslin der preußischen Provinz Pommern. Das Landratsamt befand sich in der Stadt Bublitz. 1925 hatte der Kreis auf einer Fläche von 708 km² 22.183 Einwohner. Das ehemalige Kreisgebiet liegt heute in den Powiaten Kołobrzeski (Kolberger Kreis) und Białogardzki (Belgarder Kreis) in der polnischen Woiwodschaft Westpommern.

## Verwaltungsgeschichte
Der aus dem historischen Territorium des Bistums Cammin hervorgegangene Kreis Fürstenthum in der Provinz Pommern wurde zum 1. September 1872 aufgelöst. Es entstanden die drei neuen Kreise Bublitz, Cöslin und Colberg-Cörlin. Der Kreis Bublitz umfasste zu Beginn seines Bestehens die Stadt Bublitz, 38 Landgemeinden und 51 Gutsbezirke.
Zum 30. September 1928 fand im Kreis Bublitz wie im übrigen Freistaat Preußen eine Gebietsreform statt, bei der die Gutsbezirke aufgelöst und benachbarten Landgemeinden zugeteilt wurden.
Zum 1. Oktober 1932 wurde der Kreis Bublitz aufgelöst:
- In den Kreis Belgard wurden eingegliedert: Die Landgemeinden Groß Satspe, Klein Satspe und Neu Buckow.
- In den Kreis Neustettin wurden eingegliedert: Die Landgemeinden Bischofthum, Drensch, Grumsdorf, Kasimirshof, Linow, Sassenburg und Stepen.
- In den Kreis Rummelsburg wurden eingegliedert: Die Landgemeinden Groß Karzenburg, Hölkewiese und Klein Karzenburg.
- In den Kreis Köslin wurden alle übrigen Gemeinden eingegliedert.

## Einwohnerentwicklung
| Einwohner     | 1871   | 1885   | 1890   | 1900   | 1910   | 1925   |
| ------------- | ------ | ------ | ------ | ------ | ------ | ------ |
| Kreis Bublitz | 21.199 | 21.003 | 20.375 | 20.916 | 20.960 | 22.183 |

## Landräte
- 1872–188600Gustav von Wenden
- 1886–188700von Perbandt (kommissarisch)
- 1887–189300Rudolf von Versen (1829–1894)
- 1893–191900Lukas von Eisenhart-Rothe
- 1919–192900Rudolf Mallmann
- 1929–193200Walter Braun (1884–1933)

## Städte und Gemeinden
Zum Ende seines Bestehens im Jahr 1932 umfasste der Kreis Bublitz eine Stadt, 37 Landgemeinden und einen gemeindefreien Gutsbezirk:
| - Ackerhof - Bischofthum - Bublitz, Stadt - Crampe - Dargen - Drawehn - Drensch - Dubbertech - Friedrichsfelde - Gerfin - Goldbeck - Groß Karzenburg - Groß Satspe | - Grumsdorf - Gust - Hölkewiese - Jatzthum - Kasimirshof - Klannin - Klein Karzenburg - Klein Satspe - Forst Koppelsberg, Gutsbezirk - Kurow - Kursewanz - Linow - Lubow | - Neu Buckow - Neu Griebnitz - Neudorf - Pobanz - Porst - Reckow - Sassenburg - Schwellin - Seeger - Stepen - Ubedel - Zerrehne - Zetthun |

Die Gemeinde Priddargen wurde ca. 1928 nach Dubbertech eingemeindet.

## Verkehr
Der Kreis Bublitz wurde von der Preußischen Staatsbahn erschlossen, die 1896/97 ihre Strecke von Gramenz bis Bublitz führte und 1903 nach Pollnow und 1921 bis Zollbrück verlängerte. 1905 kam noch die Schmalspurstrecke – Spurweite 750 mm – Manow – Schwellin – Bublitz mit Abzweigung Schwellin – Belgard der AG der Vereinigten Kleinbahnen der Kreise Köslin, Bublitz, Belgard hinzu.